# Peugeot 104
Der Peugeot 104 ist ein Kleinwagen des Automobilherstellers Peugeot, der von Spätsommer 1972 bis Mitte 1988 hergestellt wurde.

## Geschichte
Im September 1972 setzte der nur 3,62 m lange, aber dennoch viertürige Peugeot 104 mit der von Paolo Martin  gestalteten Kompaktkarosserie neue Maßstäbe. Allerdings war das Kofferraumvolumen mit 300 Litern (228 Liter davon praktisch nutzbar) stark begrenzt, und eine Ausführung als Fünftürer mit großer Heckklappe war erst ab 1976 erhältlich. Im August 1973 kam eine etwas kürzere dreitürige Coupévariante mit kleinerem Radstand als 104 Z hinzu. Das Coupé gab es auch mit luftgekühlten Boxermotoren von Citroën als Citroën LN und LNA.
Der Peugeot 104 lief in einer neu errichteten Produktionsstätte in Mülhausen vom Band. 
Im 104 hatte zudem ein neu entwickelter Vierzylinder-Aluminium-Motor Premiere, bei dem Peugeot viele Merkmale vom Antrieb des größeren Modells 204 übernahm. Der 104 hatte einerseits einen mit Aluminium-Motorblock, V-förmig hängenden Ventilen und kettengetriebener obenliegender Nockenwelle sehr aufwendigen und modernen Motor. Er folgte aber nicht der von Saab etablierten Bauweise mit dem Getriebe seitlich neben dem Motor, sondern der veralteten Konstruktionsphilosophie mit dem Getriebe unter dem Motor und einer gemeinsamen Ölversorgung von Getriebe und Motor. Um an Bauhöhe zu sparen, wurde der Antriebsblock um 72 Grad nach hinten geneigt eingebaut, sodass das Reserverad noch im Motorraum untergebracht werden konnte. Insgesamt war die Anordnung ausgesprochen platzsparend, das Triebwerk beanspruchte nicht einmal 80 cm der Wagenlänge. Aus 954 cm³ entwickelte der Motor eine Leistung von 33 kW (45 PS), die Version mit 1124 cm³ eine Leistung von 39 kW (53 PS). Später nachgereichte Motoren mit 1360 cm³ gab es in drei Leistungsstufen mit 53, 44 und 58 kW (72, 60 und 79 PS) für den französischen Markt.
Um die bei Peugeot seinerzeit typisch weiche Federung und Dämpfung auch am gedrungenen Peugeot 104 umzusetzen, erhielt dieser hoch im Karosseriekörper gelagerte Schraubenfedern. Die Stoßdämpfer waren in den Federn angeordnet, vorn in der Bauweise als MacPherson-Federbein mit Querlenker und einem radführenden Querstabilisator. Hinten gab es eine gezogene Längsschwinge je Rad. Zahnstangenlenkung, Scheibenbremsen vorn und Trommelbremsen hinten waren weitere Merkmale des Fahrwerks.
Im Zuge der Modellpflege im Juli 1976 war der Viertürer gegen Aufpreis auch als Fünftürer mit einer großen Heckklappe erhältlich. Ab Anfang 1977 sollen sämtliche Fahrzeuge mit großer Heckklappe gebaut worden sein. Die Heckklappe reichte bis zur Stoßstange herunter, der Kofferraum ließ sich durch Umklappen der Rücksitze auf 697 Liter erweitern.

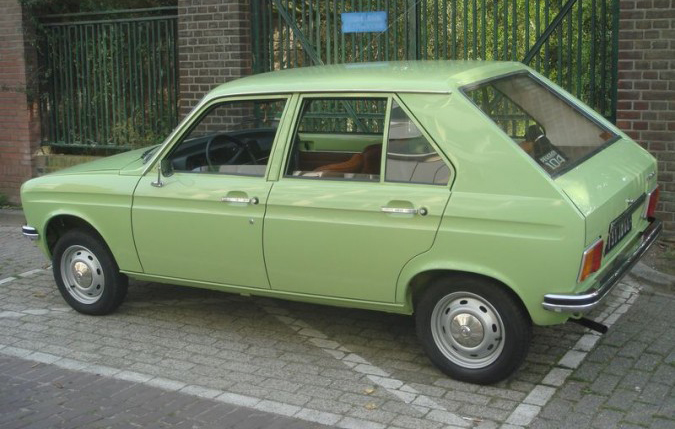
Peugeot 104 (1972–1976)
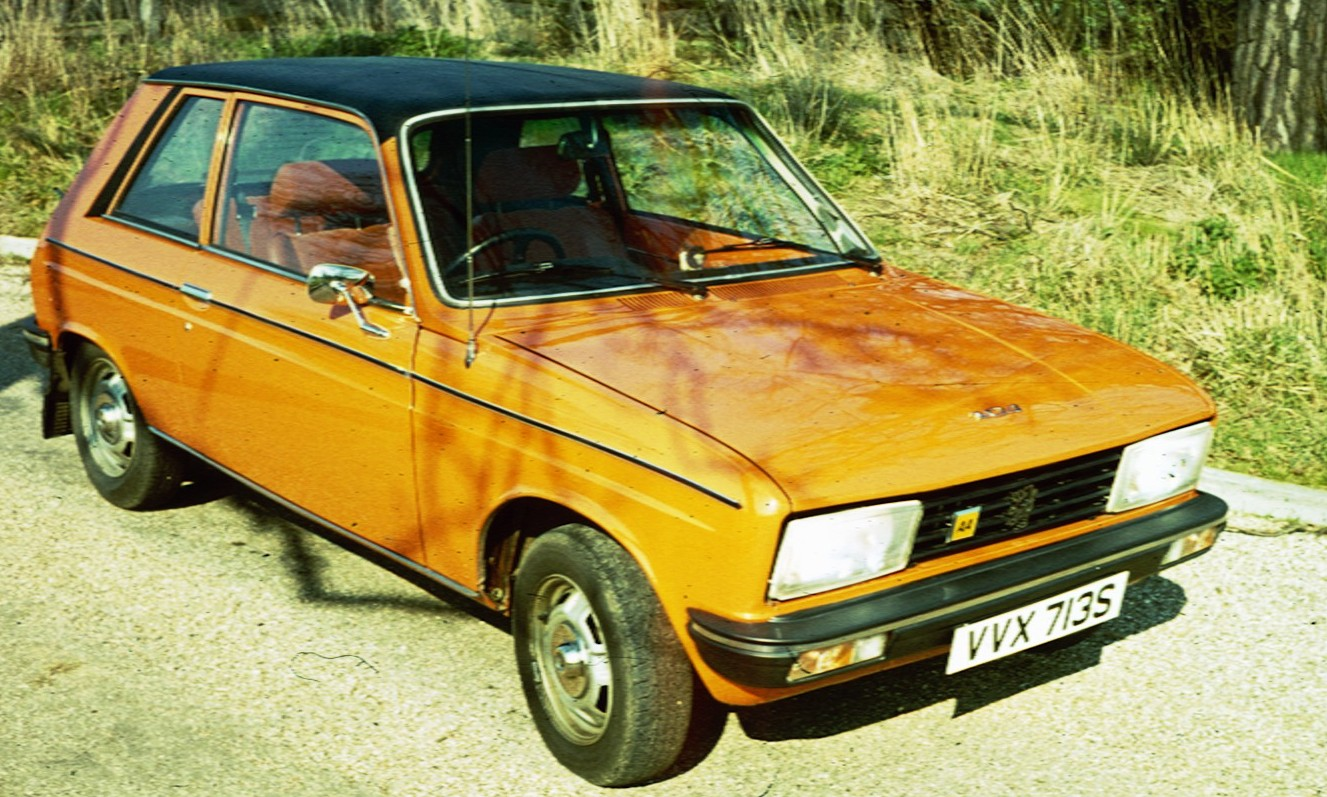
Peugeot 104 Z (1976–1988)
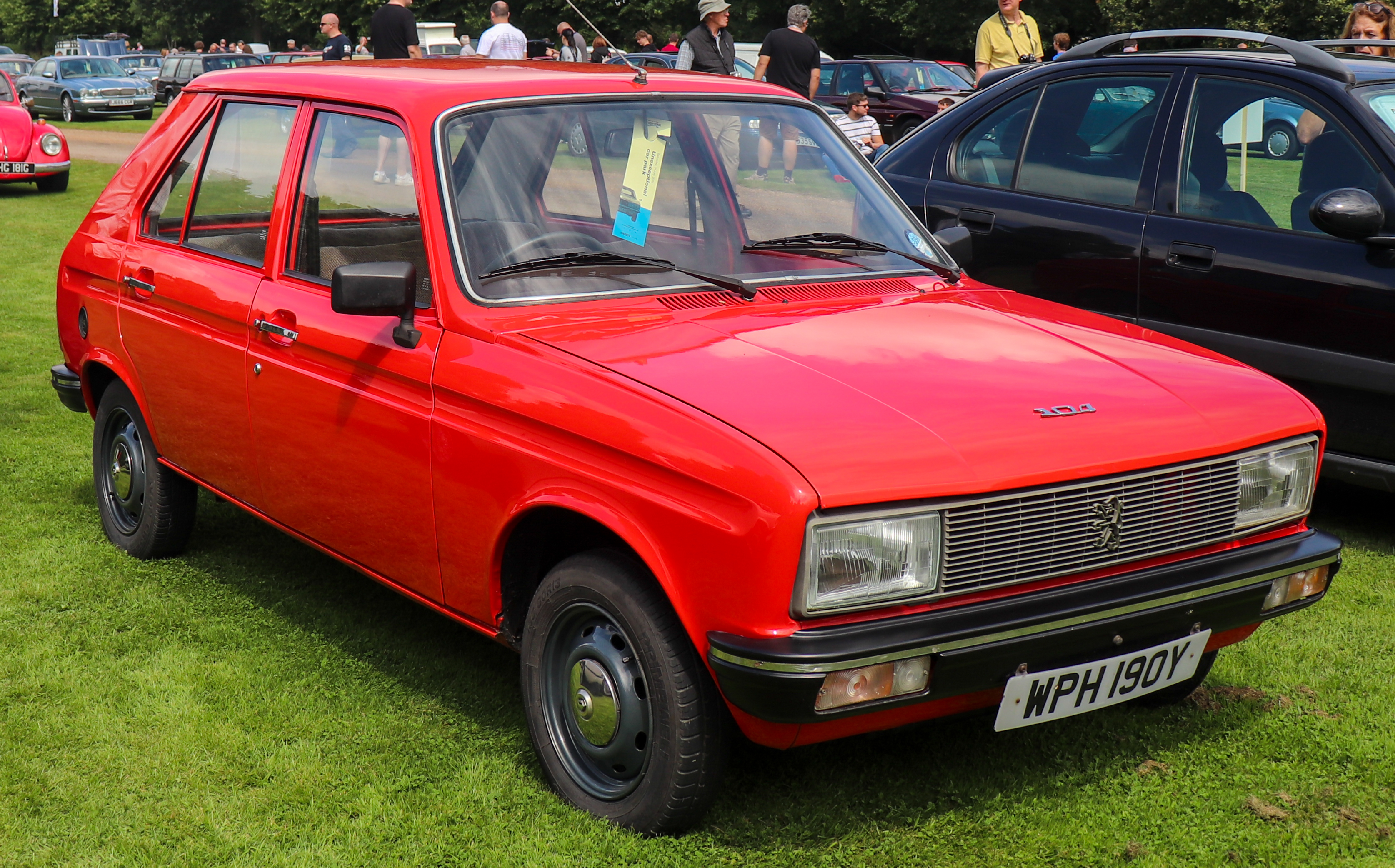
Peugeot 104 (1983–1988)

## Studien und Prototypen
1975 entwickelte Peugeot zur Ergänzung der Baureihe eine viertürige Stufenhecklimousine, einen viertürigen Kombi, einen geschlossenen Lieferwagen sowie einen Pickup.
Diese Varianten kamen jedoch nicht über den Prototypen-Status hinaus und wurden lediglich vereinzelt innerbetrieblich im Werksverkehr eingesetzt.
Auch Studien wie der Roadster Pininfarina Peugette sowie das Sicherheitsfahrzeug VLS basierten auf der Baureihe 104.

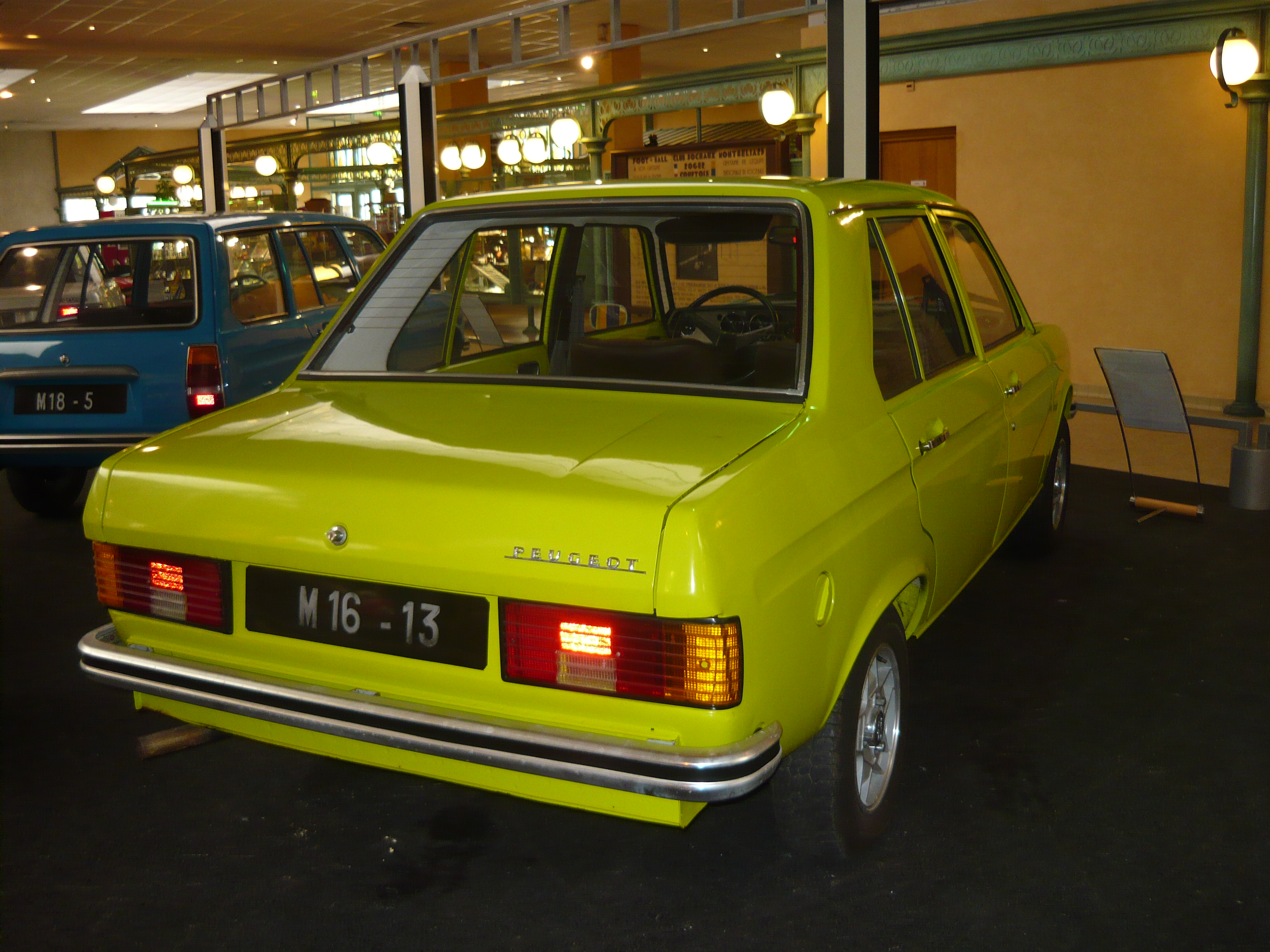
Peugeot 104 Stufenheck
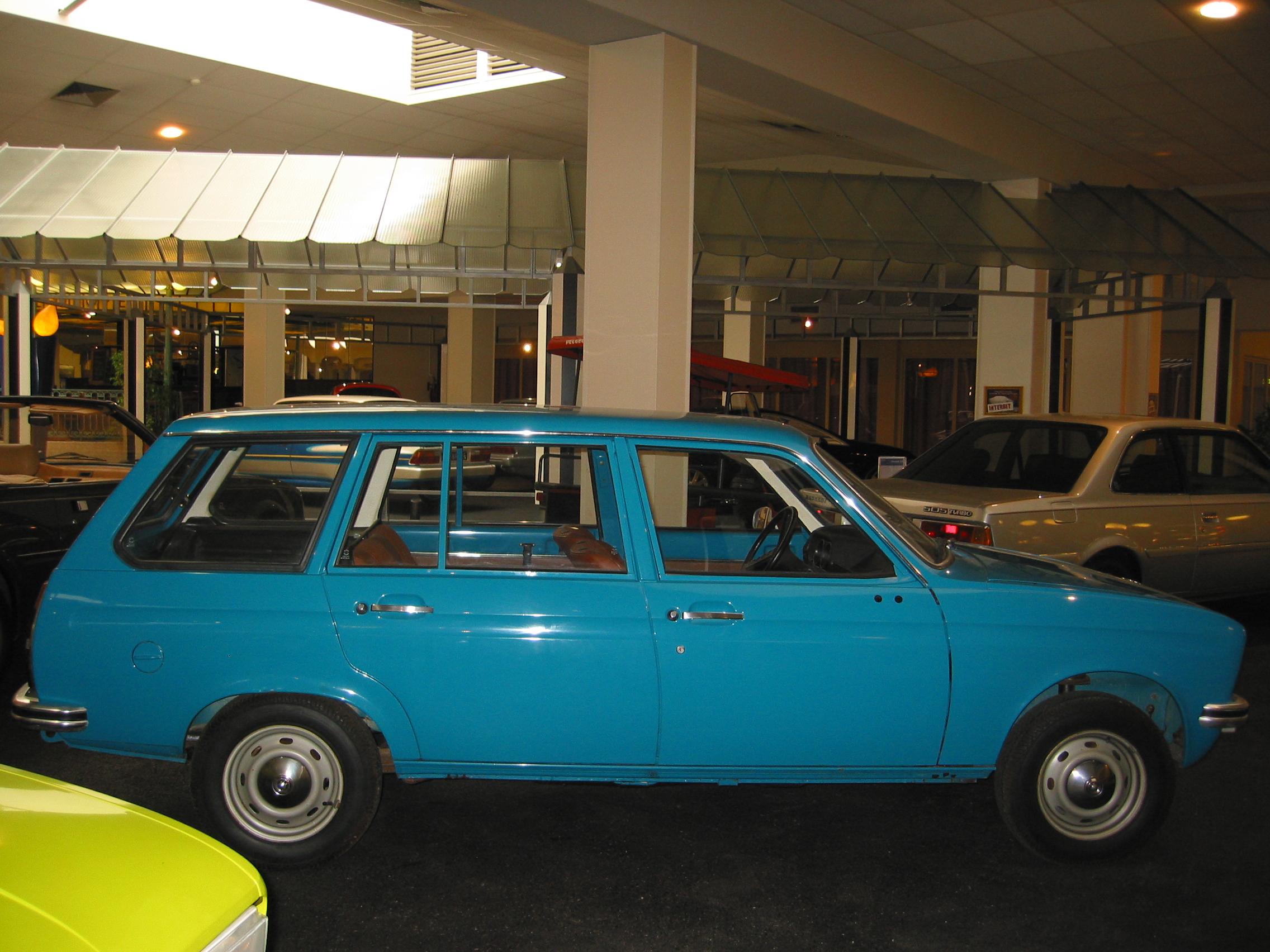
Peugeot 104 Break
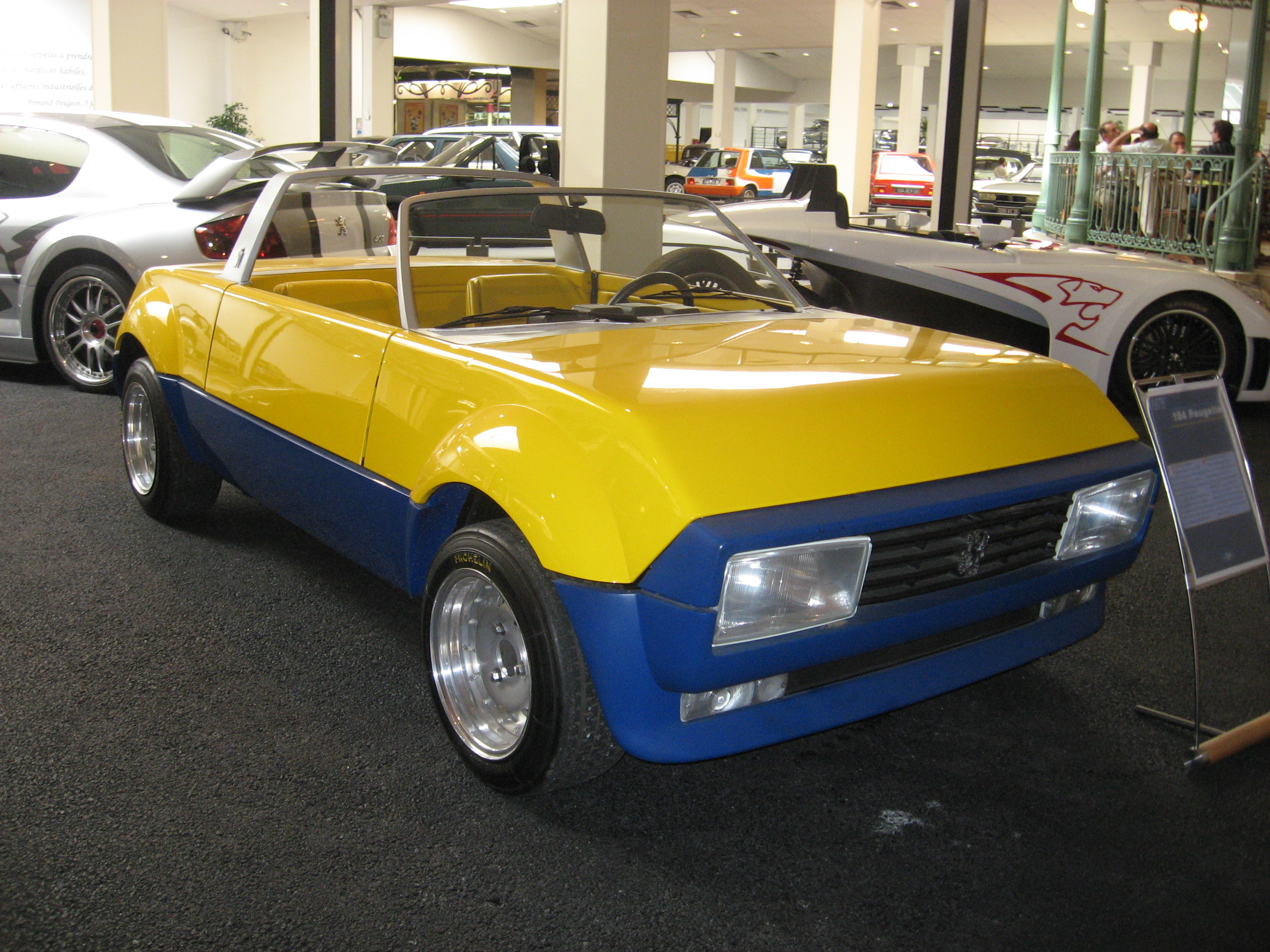
Peugette

## Schwestermodelle
Der 104 war das erste Auto, bei dem Peugeot ein umfangreiches Badge-Engineering betrieb:

### Citroën LN/LNA

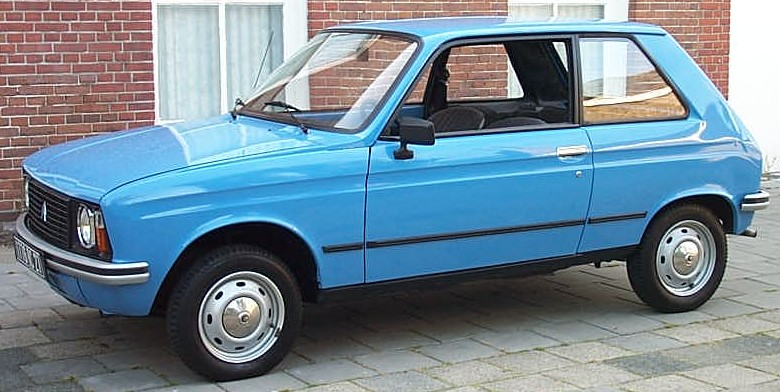
Citroën LN

Im Herbst 1976 stellte PSA den Citroën LN vor, der die Karosserie des 104 Z nutzte, in dem aber ein nur wenig abgeänderter Zweizylinder-Boxermotor der Dyane Verwendung fand – ein Aggregat, das vom ursprünglichen Citroën 2CV-Motor abgeleitet war, aber über drei statt zwei Kurbelwellenlager und eine elektronische Zündung verfügte. Das 4-Gang-Getriebe des Citroën LN war im Unterschied zu dem des 2CV vollsynchronisiert, es stammte aus dem Citroën GS.
Statt der eckigen Scheinwerfer im Peugeot-Stil kamen runde Scheinwerfer ähnlich der bei der Dyane zum Einsatz. Im Innenraum versuchte man durch ein Einspeichenlenkrad Citroën-Ambiente zu vermitteln. Viele Citroën-Kunden waren jedoch enttäuscht, da das Badge-Engineering zu offensichtlich war und die gewohnte Extravaganz der Marke einer nüchternen Gleichteilestrategie eines Großkonzerns gewichen war. Citroën sah sich zu dieser Lösung genötigt, weil der Konzern zu dieser Zeit hoch verschuldet war. Der Entwicklungszeitraum für das Fahrzeug konnte durch diese Form der Kooperation von 5–6 Jahren auf 23 Monate verkürzt werden, und Citroën hatte nun endlich einen zeitgemäßen und fertigungstechnisch günstigen Kleinwagen im Programm. Ungeachtet dessen wurden die Entwicklungsarbeiten am eigenen Kleinwagen-Baumuster fortgesetzt, sie waren nun jedoch geprägt von Peugeot und mündeten im Citroën Visa.
Ende 1978 wurde der LN – nun als Citroën LNA – mit dem Peugeot-Vierzylindermotor ausgestattet, allerdings nur in den Versionen mit 45 und 50 PS (Peugeot 104 bis 79 PS, später 93 PS). Der LN(A) wurde nur als dreitürige Version mit kurzem Radstand angeboten. Für Citroën-Kunden, die einen Fünftürer erwerben wollten, stand der auf der 104-Plattform basierende Citroën Visa zur Verfügung.
Citroën-typisch war „LN“ eine lautmalerische Anspielung an Hélène, bzw. Héléna. Wegen seiner ungewöhnlich kurzen Karosserie erhielt er denselben Beinamen wie die Sängerin Édith Piaf: „Spatz von Paris“.

### Talbot Samba

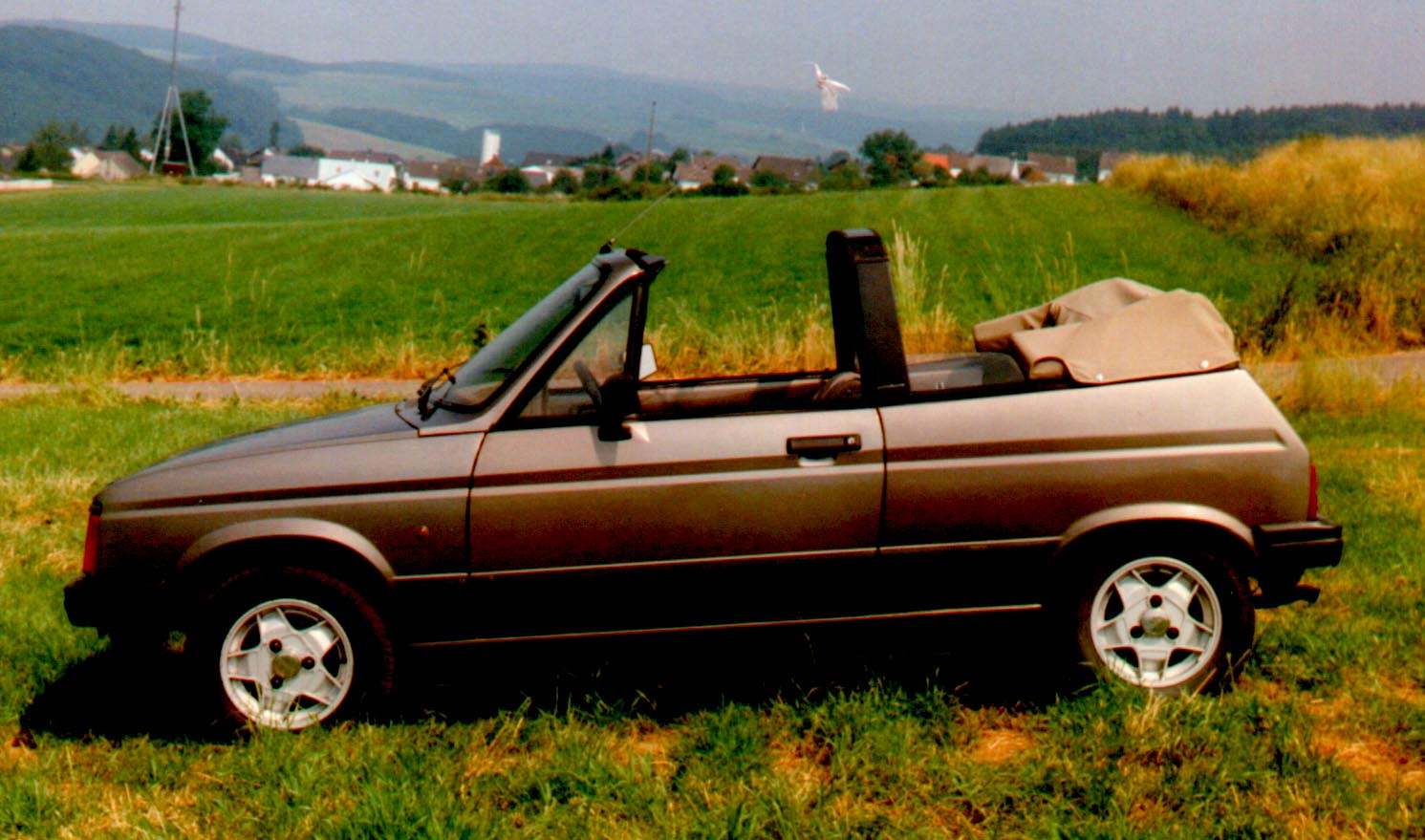
Talbot Samba Cabriolet

Anfang 1982 erschien der Talbot Samba, ebenfalls nur als Dreitürer, allerdings seit Verkaufsstart mit der gesamten Motorenpalette der Vierzylinder-Motoren. Der Samba war das einzige der drei Fahrzeuge, das von Spätsommer 1982 bis Ende 1985 auch als bei Pininfarina gefertigtes Cabrio erhältlich war.
Die Schräghecklimousine wurde bis zur Einstellung der Marke Talbot im Frühjahr 1986 verkauft.

## Nachfolger
Die Nachfolger der drei Modelle waren der im Frühjahr 1983 eingeführte Peugeot 205 und der ab Herbst 1986 gebaute Citroën AX.
Nach der Einführung des Peugeot 205 stellte Peugeot den Verkauf des 104 Anfang 1984 auf nahezu allen Märkten außer in Frankreich ein. Im Sommer 1988 endete auch dort der Verkauf, die 100er-Modellreihe wurde erst mit dem im Herbst 1991 erschienenen Peugeot 106 wieder weitergeführt.